# Antherotoma irvingiana
Antherotoma irvingiana là một loài thực vật có hoa trong họ Mua. Loài này được (Hook.) Jacq.-Fél. mô tả khoa học đầu tiên năm 1994.